# ジェイク・ダニング
ジェイク・オースティン・ダニング（Jake Austin Dunning, 1988年8月12日 - ）は、 アメリカ合衆国ジョージア州フォート・スチュワート出身の元プロ野球選手（投手）。右投右打。
実弟は同じくメジャーリーガー（投手）のデーン・ダニング。

## 経歴

### プロ入りとジャイアンツ時代
2009年のMLBドラフト33巡目（全体987位）でサンフランシスコ・ジャイアンツから指名され、7月8日に契約。契約後、傘下のルーキー級アリゾナリーグ・ジャイアンツでプロデビューし、1試合に登板した。
2010年はA-級セイラム＝カイザー・ボルケーノズでプレーし、18試合に登板して1勝0敗2セーブ、防御率2.95、46奪三振を記録した。
2011年はA+級サンノゼ・ジャイアンツでプレーし、41試合（先発7試合）に登板して6勝3敗10セーブ、防御率4.74、71奪三振を記録した。
2012年はAA級リッチモンド・フライングスクウォーレルズでプレーし、44試合に登板して5勝2敗、防御率4.10、53奪三振を記録した。オフの11月20日にジャイアンツとメジャー契約を結び、40人枠入りを果たした。
2013年3月15日にAAA級フレズノ・グリズリーズへ配属され、開幕を迎えた。6月13日にメジャーへ昇格し、16日のアトランタ・ブレーブス戦でメジャーデビュー。3点ビハインドの8回裏から登板し、1回を1安打無失点に抑えた。7月26日にAAA級フレズノへ降格し、9月2日に再昇格した。この年メジャーでは29試合に登板して0勝2敗、防御率2.84、16奪三振を記録した。
2014年3月21日にAAA級フレズノへ配属され、開幕を迎えた。5月4日にメジャーへ昇格し、翌5日のピッツバーグ・パイレーツに登板して0.2回を無失点に抑えたが、6日にAAA級フレズノへ降格した。6月21日にDFAとなり、28日にマイナー契約でAAA級フレズノへ配属された。この年メジャーでは前述の1試合のみの登板に終わった。
2015年は開幕をAAA級サクラメント・リバーキャッツで迎えた。この年はルーキー級アリゾナリーグ・ジャイアンツとA+級サンノゼでもプレーしており、3球団合計で19試合（先発11試合）に登板して5勝2敗、防御率5.43、61奪三振を記録した。
2016年はAAA級サクラメントでプレーし、49試合に登板して3勝4敗2セーブ、防御率4.85、43奪三振を記録した。オフの11月7日にFAとなった。

### ホワイトソックス傘下時代
2017年3月2日にシカゴ・ホワイトソックスとマイナー契約を結んだ。
開幕後は傘下のAA級バーミングハム・バロンズとAAA級シャーロット・ナイツでプレーしていたが、6月28日に自由契約となった。

### 独立リーグ時代
2017年7月14日に独立リーグであるアトランティックリーグのロングアイランド・ダックスと契約した。同球団には2018年まで在籍した。

## 詳細情報

### 年度別投手成績
| 年 度    | 球 団    | 登 板 | 先 発 | 完 投 | 完 封 | 無 四 球 | 勝 利 | 敗 戦 | セ 丨 ブ | ホ 丨 ル ド | 勝 率 | 打 者 | 投 球 回 | 被 安 打 | 被 本 塁 打 | 与 四 球 | 敬 遠 | 与 死 球 | 奪 三 振 | 暴 投 | ボ 丨 ク | 失 点 | 自 責 点 | 防 御 率 | W H I P |
| -------- | -------- | ----- | ----- | ----- | ----- | -------- | ----- | ----- | -------- | ----------- | ----- | ----- | -------- | -------- | ----------- | -------- | ----- | -------- | -------- | ----- | -------- | ----- | -------- | -------- | ------- |
| 2013     | SF       | 29    | 0     | 0     | 0     | 0        | 0     | 2     | 0        | 2           | .000  | 104   | 25.1     | 20       | 2           | 11       | 1     | 3        | 16       | 1     | 0        | 8     | 8        | 2.84     | 1.22    |
| 2014     | SF       | 1     | 0     | 0     | 0     | 0        | 0     | 0     | 0        | 0           | ----  | 2     | 0.2      | 0        | 0           | 1        | 0     | 0        | 0        | 2     | 0        | 0     | 0        | 0.00     | 1.50    |
| MLB：2年 | MLB：2年 | 30    | 0     | 0     | 0     | 0        | 0     | 2     | 0        | 2           | .000  | 106   | 26.0     | 20       | 2           | 12       | 1     | 3        | 16       | 3     | 0        | 8     | 8        | 2.77     | 1.23    |

### 背番号
- 51（2013年 - 2014年）